# Krupp Protze
Krupp Protze è la denominazione non ufficiale dell'autocarro/trattore d'artiglieria L 2 H 43 e della successiva versione L 2 H 143, in servizio con la Wehrmacht dal 1934 ed utilizzati dai tedeschi durante la seconda guerra mondiale.

## Storia

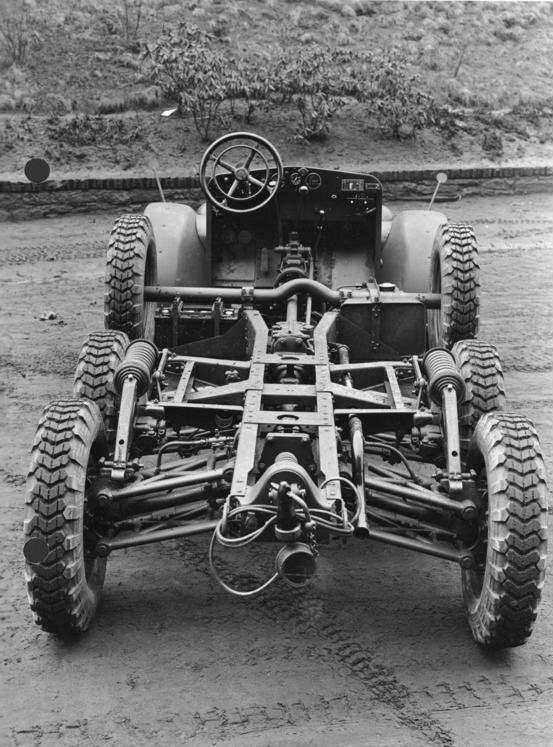
Il telaio nudo di un Protze.

Questi veicoli furono estesamente usati sul fronte orientale, nella campagna del Nordafrica, in quella di Francia e durante le operazioni in Sicilia. Venne prodotto in massa a partire dal 1933 fino al 1941. Furono prodotti circa 7.000 esemplari destinati al trasporto della fanteria motorizzata ed al traino di artiglierie leggere, soprattutto 3,7 cm PaK 36. In alcuni casi lo stesso cannone o la mitragliera antiaerea 2 cm FlaK veniva installata direttamente sul pianale di carico.

## Tecnica
Inizialmente il L 2 H 43 Protze era motorizzato con un Krupp M304 a 4 cilindri contrapposti erogante 55 hp a 2.500 giri al minuto; dal 1936 venne introdotto il L 2 H 143 motorizzato con il nuovo Krupp M305 da 60 hp. Il motore si distingueva per gli alti consumi di carburante, 24 l/100 km su strada, soprattutto rispetto al comparabile Opel Blitz (16,5 l/100 km). Esso azionava una trasmissione con cambio era del modello ZF-Aphon a quattro rapporti, contralbero e  differenziali autobloccanti sui due assi posteriori. Il telaio aveva un'altezza libera da terra di 225 mm, con capacità di guado di 600 mm.

## Varianti e derivati

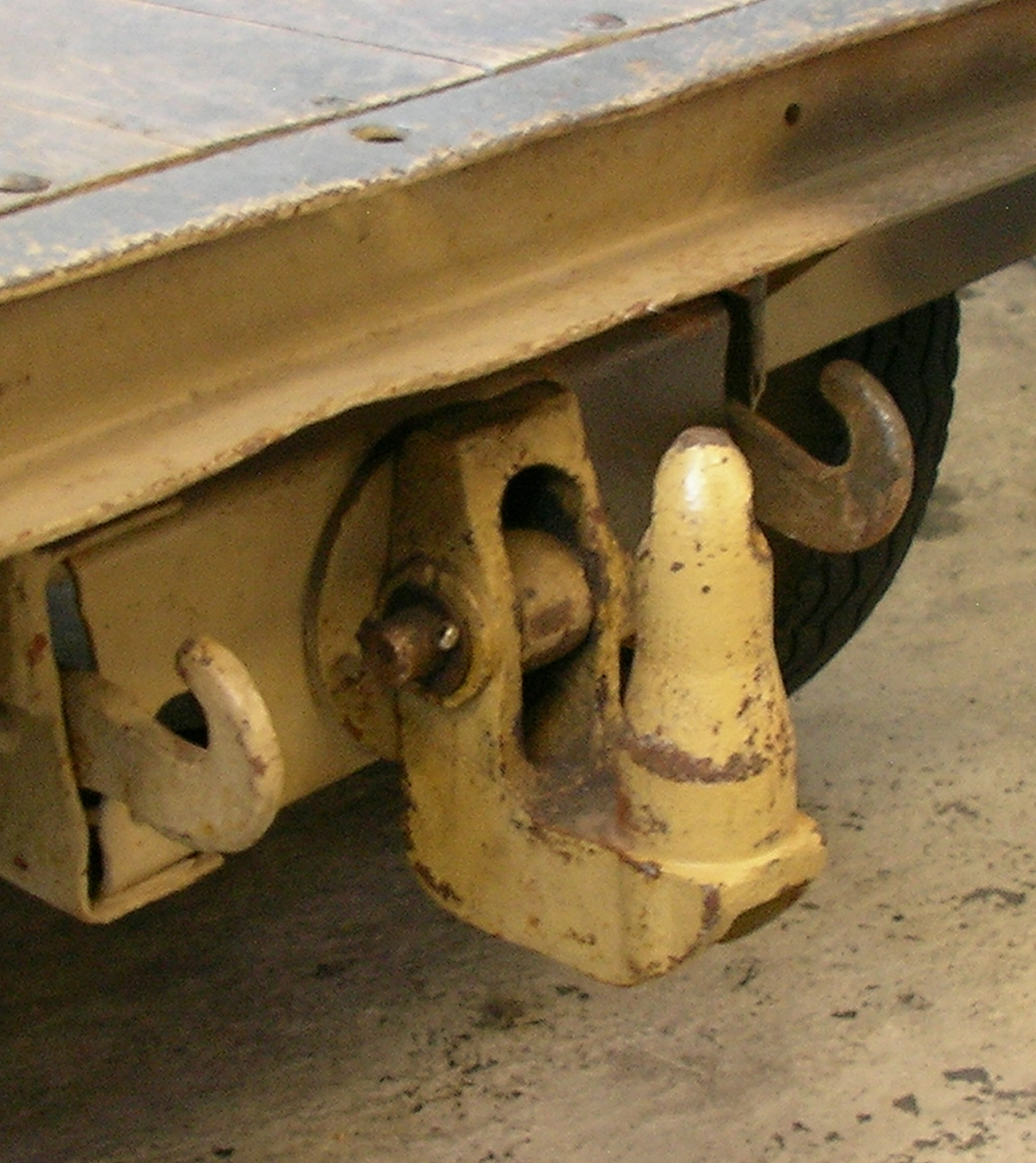
Gancio di traino di un Kfz. 69.

Grazie alla bontà del progetto, il Protze fu realizzato in diverse varianti e configurazioni:
- Kfz. 19 - posto radiotelefonico mobile
- Kfz. 21 - veicolo comando
- Kfz. 68 - veicolo porta-antenna radio
- Kfz. 69 - versione trattore d'artiglieria standard per il traino di 3,7 cm PaK 36
- Kfz. 70 - versione trasporto truppe standard
- Kfz. 81 - veicolo porta-munizioni per 2 cm FlaK (solitamente trainata dallo stesso)
- Kfz. 83 - veicolo generatore elettrico per fotoelettrica antiaerea (solitamente trainata dallo stesso)
- Sd.Kfz. 247 Ausf. A - veicolo trasporto truppe realizzato sul telaio L 2 H 143 dalla Krupp in 10 esemplari nel 1937.